# Megumu Tamura
Megumu Tamura (jap. 田村 恵 Tamura Megumu; ur. 10 stycznia 1927, zm. 8 października 1986 w Tokio) – japoński piłkarz, reprezentant kraju.

## Kariera reprezentacyjna
W reprezentacji Japonii zadebiutował 7 marca 1951 w meczu przeciwko reprezentacji Iranu. W sumie w reprezentacji wystąpił w 3 spotkaniach.

## Statystyki
| Reprezentacja Japonii | Reprezentacja Japonii | Reprezentacja Japonii |
| Rok                   | Mecze                 | Gole                  |
| --------------------- | --------------------- | --------------------- |
| 1951                  | 3                     | 0                     |
| Razem                 | 3                     | 0                     |